# Bretagne Classic 2017
La Bretagne Classic 2017, 81a edició de la Bretagne Classic, és una cursa ciclista que es disputà el 27 d'agost de 2017 pels voltants de Plouay, a la Bretanya. La cursa formava part del calendari UCI World Tour 2017.
El vencedor fou Elia Viviani (Team Sky), que s'imposà a l'esprint a Alexander Kristoff  (Katusha-Alpecin) i a Sonny Colbrelli (Bahrain-Merida).

## Equips participants
Els 18 equips UCI WorldTeams estaven presents a la cursa, així com set equips continentals professionals:
| WorldTeams (18)- AG2R La Mondiale - Cannondale-Drapac - FDJ - Astana - Lotto NL-Jumbo - BMC Racing Team - Bahrain-Merida - Bora-Hansgrohe - Dimension Data - Lotto-Soudal - Movistar Team - Quick-Step Floors - Orica-Scott - Katusha-Alpecin - Sky - UAE Team Emirates - Team Sunweb - Trek-Segafredo Equips continentals professionals (7)- Direct Énergie - Bardiani CSF - Fortuneo-Oscaro - Cofidis, Solutions Crédits - Wilier Triestina-Selle Italia - Wanty-Groupe Gobert - Delko Marseille Provence KTM |
| |

## Classificació final
| \| Classificació general \| Classificació general \| Classificació general \| Classificació general \| Classificació general \| \| Corredor \| Corredor \| Equip \| Temps \| \| \| --------------------- \| --------------------- \| -------------------------- \| --------------------- \| --------------------- \| \| 1r \| Elia Viviani \| Team Sky \| 5h 51' 39" \| \| \| 2n \| Alexander Kristoff \| Katusha-Alpecin \| + 0" \| \| \| 3r \| Sonny Colbrelli \| Bahrain-Merida \| + 0" \| \| \| 4t \| Sep Vanmarcke \| Cannondale-Drapac \| + 0" \| \| \| 5è \| Michael Matthews \| Team Sunweb \| + 0" \| \| \| 6è \| Ruben Guerreiro \| Trek-Segafredo \| + 0" \| \| \| 7è \| Edvald Boasson Hagen \| Dimension Data \| + 0" \| \| \| 8è \| Nacer Bouhanni \| Cofidis, Solutions Crédits \| + 0" \| \| \| 9è \| Simone Consonni \| UAE Team Emirates \| + 0" \| \| \| 10è \| Greg Van Avermaet \| BMC Racing Team \| + 0" \| \| |                      |                            |            |
| |                      |                            |            |
| Font: ProCyclingStats |                      |                            |            |
| Classificació general |                      |                            |            |
| Corredor | Corredor             | Equip                      | Temps      |
| 1r | Elia Viviani         | Team Sky                   | 5h 51' 39" |
| 2n | Alexander Kristoff   | Katusha-Alpecin            | + 0"       |
| 3r | Sonny Colbrelli      | Bahrain-Merida             | + 0"       |
| 4t | Sep Vanmarcke        | Cannondale-Drapac          | + 0"       |
| 5è | Michael Matthews     | Team Sunweb                | + 0"       |
| 6è | Ruben Guerreiro      | Trek-Segafredo             | + 0"       |
| 7è | Edvald Boasson Hagen | Dimension Data             | + 0"       |
| 8è | Nacer Bouhanni       | Cofidis, Solutions Crédits | + 0"       |
| 9è | Simone Consonni      | UAE Team Emirates          | + 0"       |
| 10è | Greg Van Avermaet    | BMC Racing Team            | + 0"       |